# Naidaijin
Der Naidaijin (jap. 内大臣, historische Kun-Lesung Uchi no Oomaetsugimi oder Uchi no Otodo, dt. Minister oder Kanzler des Inneren) war ein nach dem Ritsuryō-System im 8. Jahrhundert geschaffenes Amt am kaiserlichen Hof Japans. Er war Sadaijin und Udaijin, den Ministern zur Linken und Rechten, untergeordnet. Der Einfluss des Naidaijin nahm im Laufe der Heian-Zeit mit der des gesamten Daijōkan ab, bis der Titel schließlich nur noch rein zeremonieller Natur war. Mit der Meiji-Restauration 1868 wurde das Amt zunächst abgeschafft.

## Naidaijin in der Moderne

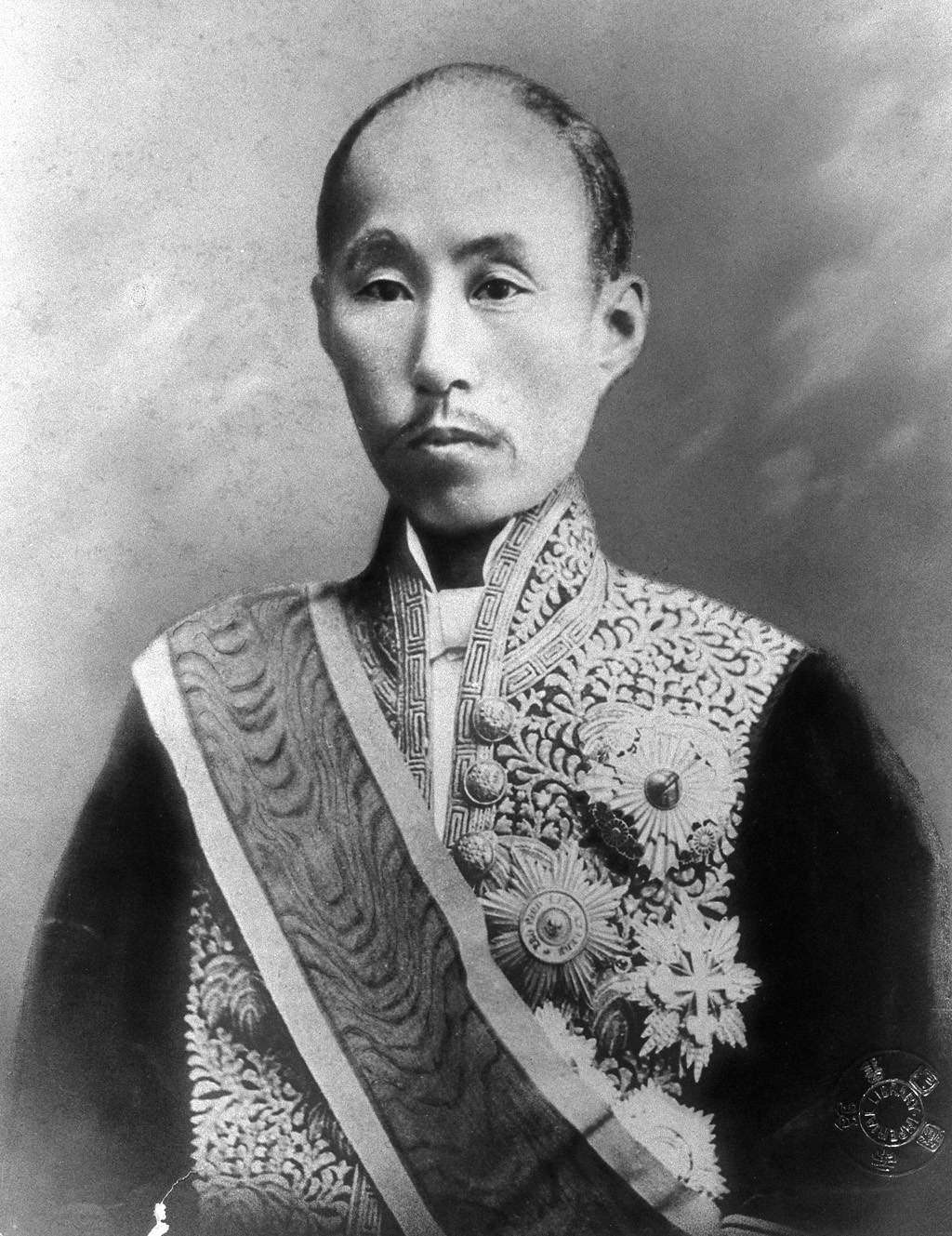
Der erste Naidaijin der Moderne, Sanjō Sanetomi

In der Meiji-Zeit reaktivierte der Kaiser die Institutionen des Daijōkan, um eine zentralisierte Verwaltung nach modernem Vorbild aufzubauen. 1869 schuf er eine Regierung mit Udaijin und Sadaijin. Die Einrichtung des modernen Kabinetts schaffte zwar 1885 die Dajōkan-Regierung samt Udaijin und Sadaijin ab, das Amt des Naidaijin wurde jedoch wieder eingerichtet und wurde erst nach dem Zweiten Weltkrieg abgeschafft; der Naidaijin stand als direkter Berater des Kaisers außerhalb des Kabinetts. Da er für die Aufbewahrung des kaiserlichen Siegels und die Verkündung kaiserlicher Edikte verantwortlich war, wird der Titel seit dieser Zeit im Deutschen (in Anlehnung an vergleichbare Titel in Europa) mit Lordsiegelbewahrer wiedergegeben. Er war auch für die Organisation kaiserlicher Audienzen und die Annahme von Petitionen zuständig.

### Japanische Lordsiegelbewahrer
| Name                | Amtszeit                             |
| ------------------- | ------------------------------------ |
| Sanjō Sanetomi      | 22. Dezember 1885 – 18. Februar 1891 |
| Tokudaiji Sanenori  | 21. Februar 1891 – 12. August 1912   |
| Katsura Tarō        | 21. August 1912 – 21. Dezember 1912  |
| Fushimi Sadanaru    | 21. Dezember 1912 – 13. Januar 1915  |
| Ōyama Iwao          | 23. April 1915 – 10. Dezember 1916   |
| Matsukata Masayoshi | 2. Mai 1917 – 18. September 1922     |
| Hirata Tōsuke       | 19. September 1922 – 30. Mai 1925    |
| Hamao Arata         | 30. März 1925 – 30. März 1925        |
| Makino Nobuaki      | 30. März 1925 – 26. Februar 1935     |
| Saitō Makoto        | 26. Februar 1935 – 26. Februar 1936  |
| Ichiki Kitokurō     | 6. März 1936 – 6. März 1936          |
| Yuasa Kurahei       | 6. März 1936 – 1. Juni 1940          |
| Kido Kōichi         | 1. Juni 1940 – 24. November 1945     |